# Heike Monogatari (anime)
Heike Monogatari (平家物語?  lit. El cantar de Heike) es una serie de animación japonesa, que es una adaptación de la traducción de 2016 de Hideo Furukawa al japonés moderno del clásico literario japonés Heike monogatari, una epopeya histórica del siglo XIII que representa el ascenso y la caída del clan Taira. El anime es producido por Science Saru y dirigido por Naoko Yamada, y se estrenó el 16 de septiembre de 2021 en los servicios de transmisión FOD (operado por Fuji TV), Funimation y Bilibili, posteriormente se transmitió en el bloque de programación +Ultra de Fuji TV entre el 13 de enero al 17 de marzo de 2022.

## Trama
Ambientada durante las Guerras Genpei  (1180-1185), un devastador conflicto civil que dividió a Japón, la historia se cuenta desde la perspectiva de Biwa, una joven  juglar itinerante intérprete del biwa. Cuando Biwa, que puede ver el futuro.
Tras la muerte de su padre ciego, con quien viajó, a manos de los "chicos kaburo", ejecutores del clan Taira, Biwa conoce a Taira no Shigemori, heredero del poderoso clan Taira que lucha por la supremacía en la guerra. Shigemori también tiene el poder de la vista sobrenatural; con uno de sus ojos ve los fantasmas de los muertos en la guerra. Con esto, Shigemori llega a comprender la participación de su clan en el asesinato del padre de Biwa. Enfadada y buscando seguir a su padre en la muerte, Biwa relata una profecía que predice la caída del clan Taira. Sin embargo, Shigemori, que es amable, sensato y responsable, tal vez hasta la culpa, en lugar de hacer que la maten, le pide a Biwa que se vaya a vivir con él y su familia. Ella se quedará con él bajo los auspicios de una compañera de juegos y compañera de sus hijos. Él la cuidará y la criará como una forma de asumir la responsabilidad de la participación de su clan en su orfandad, pero también con la esperanza de que su poder pueda evitar la caída del clan Taira. Biwa acepta la invitación, pero se niega a usar su poder para ayudar al clan responsable de la muerte de su padre.
Durante el desarrollo de la historia se va generando la rivalidad entre el emperador enclaustrado Go-Shirakawa y el líder del Clan Taira, Taira no Kiyomori, que desemboca en las guerras Genpei, entre los clanes Taira y Minamoto, siendo Biwa testigo de los hechos que van sucediendo.

## Personajes

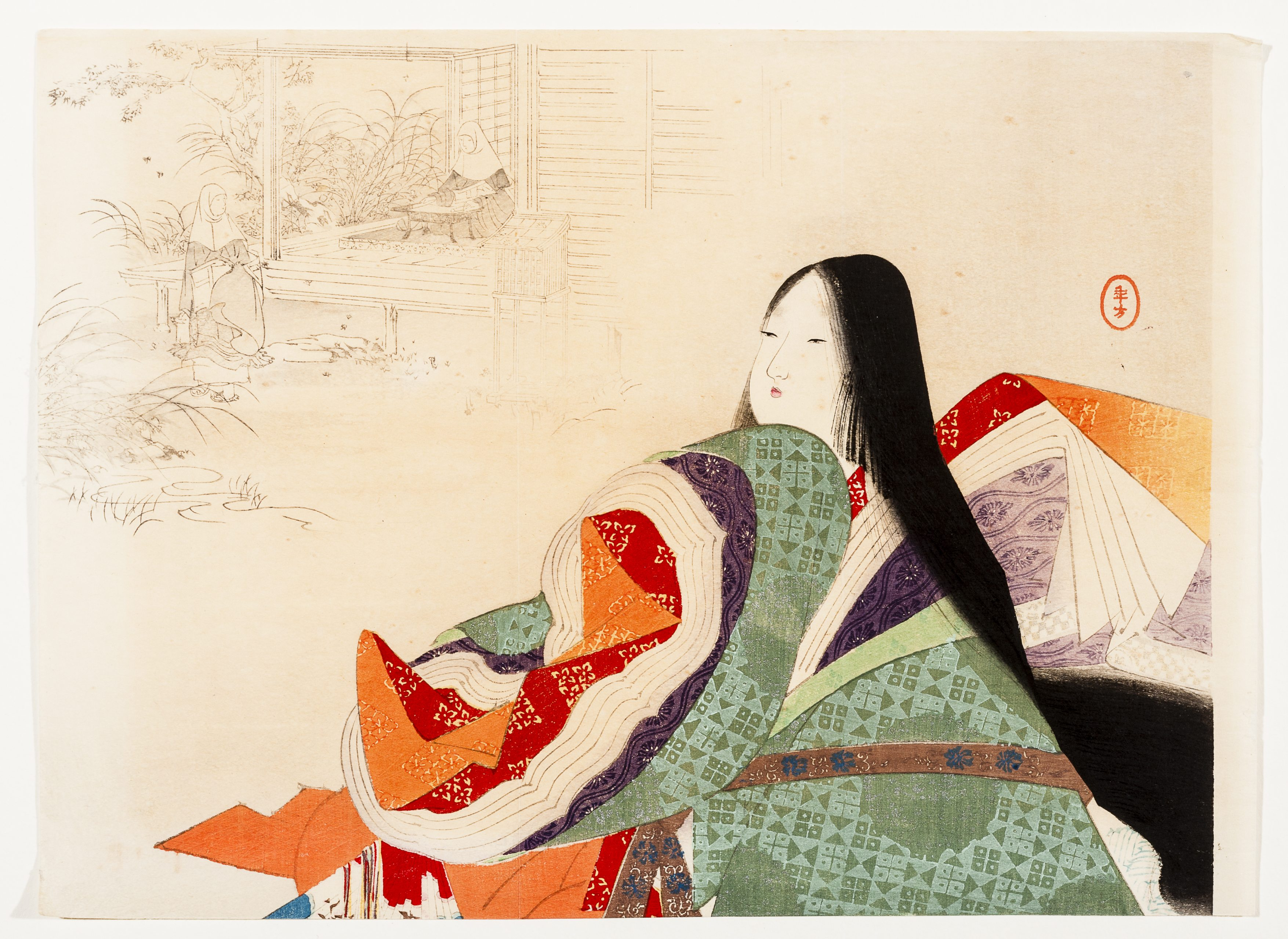
Uno de los personajes principales es la emperatriz consorte Taira no Tokuko.

Biwa (びわ?)
Voz por: Aoi Yūki
Taira no Shigemori (平重盛?)
Voz por: Takahiro Sakurai
Taira no Tokuko (平徳子?)
Voz por: Saori Hayami
Taira no Kiyomori (平清盛?)
Voz por: Tesshō Genda

## Producción

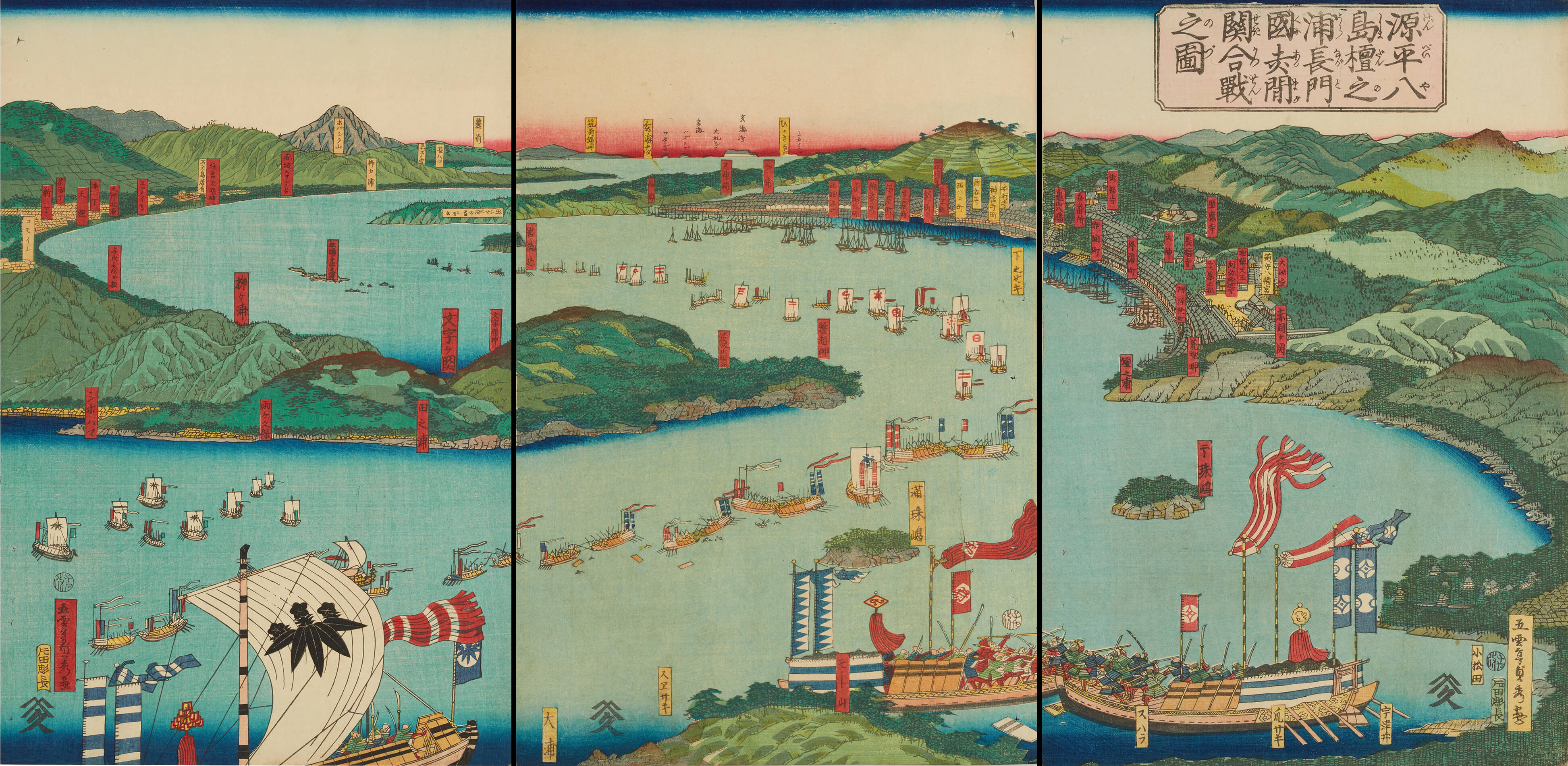
La Batalla de Dan-no-ura, es representada en esta serie de anime.

La serie de anime está dirigida por Naoko Yamada, con guiones de Reiko Yoshida y música de Kensuke Ushio. El trío colaboró previamente en Koe no katachi y Liz and the Blue Bird en el estudio Kyoto Animation. El grupo Hitsujibungaku interpreta el tema de apertura "Hikaru Toki" (Cuando la luz brilla), mientras que Agraph y Ani de Scha Dara Parr interpretan el tema de cierre "unified perspective". El diseño de personajes a cargo de Fumiko Takano, mientras que Takashi Kojima los adaptó para la animación, el diseño de color a cargo de Ken Hashimoto, el director de fotografía es Kazuto Izumita, el editor es Kiyoshi Hirose, la directora de audio es Eriko Kimura y Hiromune Kurahashi es el encargado de los efectos de sonido.
El estudio St. Blue, subsidiario de Kyoto Animation, es acreditado en  funciones de pintura y animación in-between. Yoshihiko Sata es el supervisor histórico y Yukihiro Gotō supervisa las interpretaciones musicales realizadas con el instrumento musical biwa.

## Recepción

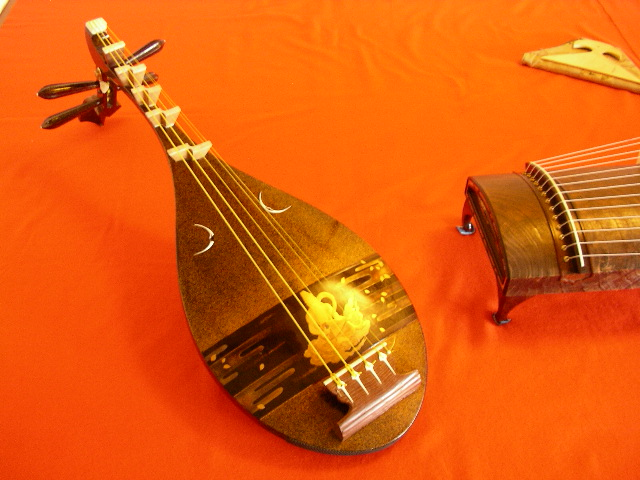
La protagonista es una intérprete de un instrumento musical llamada Biwa.

Al revisar la serie a medida que se transmitía, el sitio web especializado en anime Anime News Network presentó las respuestas de tres críticos. Al analizar los primeros seis episodios, Rebecca Silverman calificó la serie con 4 estrellas y media y concluyó que "todavía puede ser una historia un poco confusa de seguir, pero también es una que ha sobrevivido tantos siglos por una razón". En una revisión conjunta de los primeros seis episodios, Jean-Karlo Lemus y Monique Thomas elogiaron el arte de la serie, la historia compleja y el uso de la música, y Lemus concluyó: "Heike Monogatari es fácilmente uno de los programas más atractivos de esta temporada". y "esta serie podría tocar a muchos fanáticos", y Thomas la llamó "un clásico instantáneo".
Tras la conclusión de su lanzamiento en streaming, Heike Monogatari fue nombrada una de las mejores series de 2021 por Anime News Network, Paste Magazine, /Film, y Polygon. En el mundo de habla hispana, sitio Tadaima lo nombró la mejor serie de anime del año 2021, en su top 10 anual.
El aclamado director de videojuegos Hideo Kojima elogió la serie y dedicó especial atención al uso de la cámara y el encuadre. Posteriormente, la serie fue nominada en 3 categorías para los premios de Anime Trending Awards de 2022.